# Chrysso oxycera
Chrysso oxycera är en spindelart som beskrevs av Zhu och Song 1993. Chrysso oxycera ingår i släktet Chrysso och familjen klotspindlar. Inga underarter finns listade i Catalogue of Life.